# Saint-Floret
Saint-Floret település Franciaországban, Puy-de-Dôme megyében. Lakosainak száma 246 fő (2022. január 1.). Saint-Floret Clémensat, Chassagne, Courgoul, Montaigut-le-Blanc, Saint-Vincent, Saurier, Tourzel-Ronzières és Saint-Diéry községekkel határos.

## Népesség
A település népessége az elmúlt években az alábbi módon változott:
| Lakosok száma | 270  | 257  | 251  | 248  | 245  | 246  | 246  | 246  |
|               | 2013 | 2015 | 2017 | 2018 | 2019 | 2020 | 2021 | 2022 |